# Fußball-Europameisterschaft 2024/Deutschland
Dieser Artikel behandelt die deutsche Nationalmannschaft bei der Fußball-Europameisterschaft 2024. Für die deutsche Mannschaft war es die 14. Teilnahme in Folge. Die deutsche Mannschaft wurde nach einem 5:1-Sieg gegen Schottland im Eröffnungsspiel, einem 2:0-Sieg gegen die Ungarn und einem 1:1-Unentschieden gegen die Schweiz Gruppensieger und gelangte in das Achtelfinale. Nach einem 2:0-Sieg gegen Dänemark erreichten sie erstmals seit der EM 2016 wieder ein Viertelfinale. Dort schied die DFB-Auswahl mit 1:2 nach der Verlängerung gegen den späteren Turniersieger Spanien aus. 
Jamal Musiala wurde einer der sechs Torschützenkönige der Endrunde. 

## Vorbereitung

### Testspiele 2023
Da die deutsche Mannschaft für die Endrunde als Gastgeber direkt qualifiziert war, trug sie in der Zeit der Qualifikation mehrere Freundschaftsspiele aus. Die ersten sechs Spiele fanden unter Bundestrainer Hansi Flick statt, der aber nach drei Niederlagen in Folge entlassen wurde. Nach einem Spiel im September 2023 unter Interimsteamchef Rudi Völler übernahm Julian Nagelsmann das Amt des Bundestrainers.
In den elf Spielen des Jahres wurden 40 Spieler eingesetzt, aber kein Spieler in allen Spielen. Auf zehn Einsätze kam nur Florian Wirtz, der verletzungsbedingt 2022 keinen Einsatz hatte und 2021 in seinem Debütjahr viermal eingesetzt wurde. Je neun Einsätze hatten Niclas Füllkrug, Leon Goretzka, Kai Havertz, Antonio Rüdiger und Leroy Sané. In acht der elf Spiele kamen Spieler zu ihrem Länderspieldebüt: im ersten Spiel Marius Wolf (immer eingesetzt in den ersten fünf Spielen, dann nicht mehr), Kevin Schade (3 Einsätze), Mërgim Berisha (in den ersten beiden Spielen); im zweiten Spiel und nur da Felix Nmecha und Josha Vagnoman; im vierten Spiel Malick Thiaw (3 Einsätze); im sechsten Spiel als zu dem Zeitpunkt mit einem Alter von 32 Jahren und 86 Tagen zehntältester Debütant des DFB Pascal Groß (4 Einsätze); im achten Spiel Chris Führich (einziger Einsatz), im neunten Spiel mit einem Alter von 32 Jahren und 256 Tagen als neuntältester Debütant Kevin Behrens (einziger Einsatz); im zehnten Spiel Marvin Ducksch (zwei Einsätze) und im elften Spiel Robert Andrich.
Bester Torschütze in den Spielen war Niclas Füllkrug mit sieben Toren. Kai Havertz gelangen zwei Tore, acht Spielern je ein Tor.
Nicht eingesetzt werden konnte Kapitän Manuel Neuer, der sich im Dezember 2022 beim Skifahren einen Unterschenkelbruch zugezogen hatte. Er wurde in den ersten vier Spielen von Joshua Kimmich als Kapitän vertreten, dann wurde İlkay Gündoğan im September noch von Hansi Flick zum neuen Kapitän der Nationalmannschaft bestimmt. Er behielt das Amt auch unter Völler und Nagelsmann.
| Datum         | Ergebnis  | Gegner             |   | Austragungsort                                                    | Schiedsrichter                                | Deutsche Torschützen                                               |
| ------------- | --------- | ------------------ | - | ----------------------------------------------------------------- | --------------------------------------------- | ------------------------------------------------------------------ |
| 25. März 2023 | 2:0 (2:0) | Peru               | H | Mainz, Mewa Arena                                                 | Maria Sole Ferrieri Caputi (Schiedsrichterin) | Niclas Füllkrug 12′, 33′                                           |
| 28. März 2023 | 2:3 (1:2) | Belgien            | H | Köln, Rheinenergiestadion                                         | Willy Delajod                                 | Niclas Füllkrug 44′ (Elfm.), Serge Gnabry 87′                      |
| 12. Juni 2023 | 3:3 (1:2) | Ukraine            | H | Bremen, Weserstadion                                              | Anastasios Sidiropoulos                       | Niclas Füllkrug 6′, Kai Havertz 83′, Joshua Kimmich 90.+1′ (Elfm.) |
| 16. Juni 2023 | 0:1 (0:1) | Polen              | A | Warschau (POL), Stadion Narodowy                                  | Orel Grinfeld                                 |                                                                    |
| 20. Juni 2023 | 0:2 (0:0) | Kolumbien          | H | Gelsenkirchen, Veltins-Arena                                      | Halil Umut Meler                              |                                                                    |
| 9. Sep. 2023  | 1:4 (1:2) | Japan              | H | Wolfsburg, Volkswagen Arena                                       | João Pinheiro                                 | Leroy Sané 19′                                                     |
| 12. Sep. 2023 | 2:1 (1:0) | Frankreich         | H | Dortmund, Signal Iduna Park                                       | Anthony Taylor                                | Thomas Müller 4′, Leroy Sané 87′                                   |
| 14. Okt. 2023 | 3:1 (1:1) | Vereinigte Staaten | A | East Hartford, (USA), Pratt & Whitney Stadium at Rentschler Field | Fernando Guerrero                             | İlkay Gündoğan 39′, Niclas Füllkrug 58′, Jamal Musiala 61′         |
| 17. Okt. 2023 | 2:2 (1:1) | Mexiko             | * | Philadelphia, (USA), Lincoln Financial Field                      | Rubiel Vazquez                                | Antonio Rüdiger 25′, Niclas Füllkrug 51′                           |
| 18. Nov. 2023 | 2:3 (1:2) | Türkei             | H | Berlin, Olympiastadion                                            | Bartosz Frankowski                            | Kai Havertz 5′, Niclas Füllkrug 49′                                |
| 21. Nov. 2023 | 0:2 (0:1) | Österreich         | A | Wien (AUT), Ernst-Happel-Stadion                                  | Slavko Vinčić                                 |                                                                    |

### Testspiele im EM-Jahr
Für die ersten beiden Testspiele nominierte Bundestrainer Julian Nagelsmann 26 Spieler, darunter sechs Neulinge und mit Toni Kroos einen Spieler, der nach der letzten EM zurückgetreten war.
| Datum         | Ergebnis  | Gegner 1     |   | Austragungsort                        | Schiedsrichter | Deutsche Torschützen                              |
| ------------- | --------- | ------------ | - | ------------------------------------- | -------------- | ------------------------------------------------- |
| 23. März 2024 | 2:0 (1:0) | Frankreich*  | A | Lyon (FRA), Groupama Stadium          | Jesús Gil      | Florian Wirtz 1′ 2 3, Kai Havertz 49′             |
| 26. März 2024 | 2:1 (1:1) | Niederlande* | H | Frankfurt am Main, Deutsche Bank Park | Espen Eskås    | Maximilian Mittelstädt 11′ 2, Niclas Füllkrug 85′ |
| 3. Juni 2024  | 0:0       | Ukraine*     | H | Nürnberg, Max-Morlock-Stadion         | Walter Altmann |                                                   |
| 7. Juni 2024  | 2:1 (0:1) | Griechenland | H | Mönchengladbach, Borussia-Park        | José Munuera   | Kai Havertz 56′, Pascal Groß 89′ 2                |

Bemerkungen:
Zur direkten Vorbereitung auf die Endrunde absolvierte die Mannschaft vom 26. bis 31. Mai ihr Trainingslager im Spa- und GolfResort Weimarer Land in Blankenhain. Die U21-Nationalspieler Brajan Gruda und Rocco Reitz ergänzten sowohl im Trainingslager, als auch bei den Testspielen gegen die Ukraine und Griechenland die Mannschaft, da einige der Kaderspieler aufgrund der Finalspiele des DFB-Pokals und der UEFA Champions-League im Trainingslager fehlten. In den Spielen wurden sie aber nicht eingesetzt. Während der Endrunde wohnt die Mannschaft in Herzogenaurach.

## Kader
Die Tabelle nennt die 26 Spieler, die von Nationaltrainer Julian Nagelsmann in den Kader für die Fußball-Europameisterschaft 2024 berufen wurden. Aus dem vorläufigen Kader wurde der vierte Torhüter Alexander Nübel gestrichen, da verletzte Torhüter auch während des Turniers nachnominiert werden können. Bei der Ankündigung des vorläufigen Kaders beschritt der DFB einen unkonventionellen Weg, indem, beginnend ab dem 12. Mai 2024, täglich einige Nominierungen auf unterschiedlichen Kanälen (unter anderem in der Tagesschau, auf Instagram, YouTube, einer Bäckereitüte, durch die Schirn Kunsthalle Frankfurt) bekannt gegeben wurden.
Aufgrund einer Mandelentzündung fiel der in den Kader berufene Aleksandar Pavlović kurz vor Beginn der EM aus. Für ihn wurde Emre Can nachnominiert.
| Nr.                                                                                             | Name                   | Verein                  | Geburts- datum | Länderspiel- einsätze 1 | Länderspiel- tore 1 | Debüt         | Letzter Einsatz | vorherige EM-Spiele   | Anzahl der Spiele | Spielminuten | Tor      | Gelbe Karte | Gelb-Rote Karte | Rote Karte |
| Torhüter                                                                                        | Torhüter               | Torhüter                | Torhüter       | Torhüter                | Torhüter            | Torhüter      | Torhüter        | Torhüter              | Torhüter          | Torhüter     | Torhüter | Torhüter    | Torhüter        | Torhüter   |
| ----------------------------------------------------------------------------------------------- | ---------------------- | ----------------------- | -------------- | ----------------------- | ------------------- | ------------- | --------------- | --------------------- | ----------------- | ------------ | -------- | ----------- | --------------- | ---------- |
| 12                                                                                              | Oliver Baumann         | TSG 1899 Hoffenheim     | 2. Juni 1990   | 000                     | 0                   | –             | –               | –                     |                   |              |          |             |                 |            |
| 01                                                                                              | Manuel Neuer           | FC Bayern München       | 27. März 1986  | 119                     | 0                   | 2. Juni 2009  | 5. Juli 2024    | 15 (2012, 2016, 2021) | 5                 | 480          |          |             |                 |            |
| 22                                                                                              | Marc-André ter Stegen  | FC Barcelona            | 30. Apr. 1992  | 040                     | 0                   | 26. Mai 2012  | 26. März 2024   | 00 (2016)             |                   |              |          |             |                 |            |
| Abwehr                                                                                          |                        |                         |                |                         |                     |               |                 |                       |                   |              |          |             |                 |            |
| 16                                                                                              | Waldemar Anton         | VfB Stuttgart           | 20. Juli 1996  | 002                     | 0                   | 23. März 2024 | 5. Juli 2024    | –                     | 2                 | 032          |          |             |                 |            |
| 20                                                                                              | Benjamin Henrichs      | RB Leipzig              | 23. Feb. 1997  | 015                     | 0                   | 11. Nov. 2016 | 29. Juni 2024   | –                     | 1                 | 009          |          |             |                 |            |
| 06                                                                                              | Joshua Kimmich         | FC Bayern München       | 8. Feb. 1995   | 086                     | 06                  | 29. Mai 2016  | 5. Juli 2024    | 08 (2016, 2021)       | 5                 | 480          |          |             |                 |            |
| 24                                                                                              | Robin Koch             | Eintracht Frankfurt     | 17. Juli 1996  | 009                     | 0                   | 12. Okt. 2018 | 3. Juni 2024    | 00 (2021)             | –                 |              |          |             |                 |            |
| 18                                                                                              | Maximilian Mittelstädt | VfB Stuttgart           | 18. März 1997  | 004                     | 01                  | 23. März 2024 | 5. Juli 2024    | –                     | 4                 | 304          |          | 2×          |                 |            |
| 03                                                                                              | David Raum             | RB Leipzig              | 22. Apr. 1998  | 021                     | 0                   | 5. Sep. 2021  | 5. Juli 2024    | –                     | 3                 | 167          |          | 2×          |                 |            |
| 02                                                                                              | Antonio Rüdiger        | Real MadridCL, M        | 3. März 1993   | 069                     | 03                  | 13. Mai 2014  | 5. Juli 2024    | 04 (2021)             | 5                 | 480          |          | 2×          |                 |            |
| 15                                                                                              | Nico Schlotterbeck     | Borussia Dortmund       | 1. Dez. 1999   | 012                     | 0                   | 26. März 2022 | 29. Juni 2024   | –                     | 2                 | 119          |          | 2           |                 |            |
| 04                                                                                              | Jonathan Tah           | Bayer 04 LeverkusenM, P | 11. Feb. 1996  | 025                     | 0                   | 26. März 2016 | 5. Juli 2024    | 00 (2016)             | 4                 | 321          |          | 2×          |                 |            |
| Mittelfeld                                                                                      |                        |                         |                |                         |                     |               |                 |                       |                   |              |          |             |                 |            |
| 23                                                                                              | Robert Andrich         | Bayer 04 LeverkusenM, P | 22. Sep. 1994  | 005                     | 0                   | 21. Nov. 2023 | 5. Juli 2024    | –                     | 5                 | 321          |          | 2×          |                 |            |
| 25                                                                                              | Emre Can               | Borussia Dortmund       | 12. Jan. 1994  | 043                     | 01                  | 4. Sep. 2015  | 5. Juli 2024    | 04 (2016, 2021)       | 4                 | 099          | 1        |             |                 |            |
| 11                                                                                              | Chris Führich          | VfB Stuttgart           | 9. Jan. 1998   | 004                     | 0                   | 14. Okt. 2023 | 19. Juni 2024   | –                     | 1                 | 018          |          |             |                 |            |
| 05                                                                                              | Pascal Groß            | Brighton & Hove Albion  | 15. Juni 1991  | 007                     | 01                  | 9. Sep. 2023  | 14. Juni 2024   | –                     | 1                 | 045          |          |             |                 |            |
| 21                                                                                              | İlkay Gündoğan         | FC Barcelona            | 24. Okt. 1990  | 077                     | 18                  | 11. Okt. 2011 | 5. Juli 2024    | 03 (2012, 2021)       | 5                 | 385          | 1        |             |                 |            |
| 08                                                                                              | Toni Kroos             | Real MadridCL, M        | 4. Jan. 1990   | 109                     | 17                  | 3. März 2010  | 5. Juli 2024    | 14 (2012, 2016, 2021) | 5                 | 470          |          | Gelbe Karte |                 |            |
| 10                                                                                              | Jamal Musiala          | FC Bayern München       | 8. Feb. 2003   | 029                     | 02                  | 25. März 2021 | 5. Juli 2024    | 02 (2021)             | 5                 | 423          | 3        |             |                 |            |
| 19                                                                                              | Leroy Sané             | FC Bayern München       | 11. Jan. 1996  | 060                     | 13                  | 13. Nov. 2015 | 5. Juli 2024    | 05 (2016, 2021)       | 5                 | 206          |          |             |                 |            |
| 17                                                                                              | Florian Wirtz          | Bayer 04 LeverkusenM, P | 3. Mai 2003    | 018                     | 01                  | 2. Sep. 2021  | 5. Juli 2024    | –                     | 5                 | 281          | 2        | Gelbe Karte |                 |            |
| Angriff                                                                                         |                        |                         |                |                         |                     |               |                 |                       |                   |              |          |             |                 |            |
| 14                                                                                              | Maximilian Beier       | TSG 1899 Hoffenheim     | 17. Okt. 2002  | 001                     | 0                   | 3. Juni 2024  | 23. Juni 2024   | –                     | 1                 | 025          |          |             |                 |            |
| 09                                                                                              | Niclas Füllkrug        | Borussia Dortmund       | 9. Feb. 1993   | 016                     | 11                  | 16. Nov. 2022 | 5. Juli 2024    | –                     | 5                 | 162          | 2        |             |                 |            |
| 07                                                                                              | Kai Havertz            | FC Arsenal              | 11. Juni 1999  | 046                     | 16                  | 9. Sep. 2018  | 5. Juli 2024    | 04 (2021)             | 5                 | 391          | 2        |             |                 |            |
| 13                                                                                              | Thomas Müller          | FC Bayern München       | 13. Sep. 1989  | 129                     | 45                  | 3. März 2010  | 5. Juli 2024    | 15 (2012, 2016, 2021) | 2                 | 056          |          |             |                 |            |
| 26                                                                                              | Deniz Undav            | VfB Stuttgart           | 19. Juli 1996  | 002                     | 0                   | 23. März 2024 | 19. Juni 2024   | –                     | 1                 | 006          |          | 2           |                 |            |
| Anmerkungen: CL = Sieger Champions League 2023/24, M = Meister 2023/24, P = Pokalsieger 2023/24 |                        |                         |                |                         |                     |               |                 |                       |                   |              |          |             |                 |            |

## Endrunde
Bei der am 2. Dezember 2023 vorgenommenen Auslosung war die deutsche Mannschaft zusammen mit den fünf besten Gruppensiegern (Portugal, Frankreich, Spanien, Belgien und England) der Qualifikation in Topf 1 und als Gruppenkopf der Gruppe A gesetzt. Zugelost werden konnten aus anderen Töpfen z. B. Titelverteidiger Italien oder die Niederlande. Letztlich wurden Schottland, die Schweiz und wie drei Jahre zuvor die Ungarn in die deutsche Gruppe gelost.

### Gruppenspiele
| Pl. | Land        | Sp. | S | U | N | Tore    | Diff. | Punkte |
| --- | ----------- | --- | - | - | - | ------- | ----- | ------ |
| 1.  | Deutschland | 3   | 2 | 1 | 0 | 008:200 | +6    | 07     |
| 2.  | Schweiz     | 3   | 1 | 2 | 0 | 005:300 | +2    | 05     |
| 3.  | Ungarn      | 3   | 1 | 0 | 2 | 002:500 | −3    | 03     |
| 4.  | Schottland  | 3   | 0 | 1 | 2 | 002:700 | −5    | 01     |

|                                                             |   |             |           |
| Fr., 14. Juni 2024 um 21:00 Uhr (MESZ) in München           |   |             |           |
| Deutschland                                                 | – | Schottland  | 5:1 (3:0) |
| Mi., 19. Juni 2024 um 18:00 Uhr (MESZ) in Stuttgart         |   |             |           |
| Deutschland                                                 | – | Ungarn      | 2:0 (1:0) |
| So., 23. Juni 2024 um 21:00 Uhr (MESZ) in Frankfurt am Main |   |             |           |
| Schweiz                                                     | – | Deutschland | 1:1 (1:0) |

### K.o.-Runde
|                                                                   |   |             |                      |
| Achtelfinale, Sa., 29. Juni 2024 um 21:00 Uhr (MESZ) in Dortmund  |   |             |                      |
| Deutschland                                                       | – | Dänemark    | 2:0 (0:0)            |
| Viertelfinale, Fr., 5. Juli 2024 um 18:00 Uhr (MESZ) in Stuttgart |   |             |                      |
| Spanien                                                           | – | Deutschland | 2:1 n. V. (1:1, 0:0) |